# Taastrup
Taastrup is een plaats in de Deense regio Hovedstaden, gemeente Høje-Taastrup. De plaats telt 31.917 inwoners (2008).

## Geboren in Taastrup
- Christopher Læssø (1985), acteur
- Jesper Lindstrøm (2000), voetballer
- Tobias Lund Andresen (2002), wielrenner